# Transports en commun de Sélestat
Pour les articles homonymes, voir Elsa.
Les transports en commun de Sélestat, exploités sous la marque Elsa sont le réseau de transport en commun de la région de Sélestat en Alsace. Il comprend cinq lignes régulières et un service de transport à la demande. Le réseau est exploité en délégation de service public par la société Autocars Schmitt. Il est organisé par le PETR Sélestat - Alsace Centrale.
Jusqu'au 1er janvier 2025, le réseau se nommait TIS (pour Transport intercommunal de Sélestat) et ne desservait que la communauté de communes de Sélestat.

## Historique

### Le réseau TIS

Ancien logo du TIS.

Le réseau TIS a été conçu entre 1996 et 1998 par un ingénieur des transports suisses en s'inspirant du concept « Stadtbus » apparu au cours des années 1990 en Allemagne et en Suisse,, : il consiste à mettre en place dans les villes de petite taille des réseaux aux lignes radiales et simples convergeant vers un point central, disposant d'horaires cadencés et simples à retenir et d'une tarification attractive.
La première ligne, la A, a été ouverte le 1er septembre 1999 à titre expérimental avec un premier bilan en juin 2000 qui s'avère positif et conduit à l'ouverture d'une deuxième ligne, la B, en septembre 2004,,. Le réseau est alors exploité par Carianne-Est. Une troisième ligne régulière avait été aussi ouverte en 2004 : il s'agissait d'une ligne interne à Sélestat, la C, desservant ses différents quartiers. Néanmoins, par manque de fréquentation, elle a rapidement été abandonnée le 1er juillet 2005,,. En 2004, des lignes en transport à la demande ont été créées afin de desservir sept communes de l'intercommunalité qui n'étaient pas traversées par les deux lignes régulières,, : TAD 1 (Ebermunster, Dieffenthal et Kientzville), TAD 2 (Mussiget Baldenheim) et TAD 3 (Orschwiller, Kintzheim et La Vancelle). Enfin, les Autocars Schmitt reprennent l'exploitation du réseau.
Sur la période 2010-2016, le réseau est exploité par la société Autocars Schmitt, en groupement avec une filiale de Transdev, Bus-Est.
En 2017, une partie des transports à la demande adopte une formule baptisée « TAD+ » pour faire face à la saturation du service à Baldenheim et Mussig : en heures de pointe, ils sont assurés sans besoin de réserver.
En septembre 2018, la communauté de communes reprend la gestion du transport scolaire à la région et créé les lignes « ScoTIS ».
En 2020, les minibus de huit places du transport à la demande sont remplacés par de nouveaux véhicules de 29 places en prévision de la création de la 3e ligne régulière qui voit le jour en 2022 : la ligne C relie Baldenheim à Orschwiller en lieu et place des dessertes sur réservation existantes (TAD2 et TAD3),.

### Le réseau Elsa
En 2023 est évoqué pour la première fois une fusion du réseau TIS avec Fluo Grand Est, pour améliorer l'interactivité avec les trains et desservir une zone plus large que l'intercommunalité concerné par le réseau actuel, celle du PETR Sélestat - Alsace Centrale, sans pour autant préciser de détails ou date pour ce projet. Cette extension est actée le novembre 2023
En janvier 2025, le réseau change de nom pour devenir Elsa et sera étendu à l'ensemble du PETR Sélestat - Alsace Centrale qui regroupe, outre la communauté de communes de Sélestat les communautés de communes du Ried de Marckolsheim de la Vallée de Villé et du Val d'Argent (Haut-Rhin) soit 52 communes ; deux nouvelles lignes seront créées et le transport à la demande sera étendu à l'ensemble du territoire,. Le PETR deviendra à cette date l'autorité organisatrice de la mobilité en lieu et place des intercommunalités existantes.
Le nom Elsa a été choisi pour sa proximité phonétique avec Elsass, soit Alsace en alsacien. Les autocars Schmitt, seule entreprise candidate et filiale du groupe Kunegel, exploiteront le réseau dans le cadre d'une délégation de service public de 7 ans,. Le nouveau logotype est constitué de différentes géométriques ayant les significations suivantes : le point pour la localisation en alsace centrale, le chevron évoque le « dynamisme » et le vert la « sensibilité à la nature ».
Les lignes existantes seraient modifiées comme suit : prolongement de la ligne A jusqu'à Hilsenheim, de la ligne B jusqu'à Wittisheim et de la ligne C jusqu'à Sundhouse. Le transport à la demande fonctionnera jusqu'à 21 h sur l'ensemble du ressort territorial du PETR. Une ligne E sera créée dans le val d'Argent pour la desserte des entreprises et les lignes régionales Fluo Grand Est seront d'abord intégrées du point de vue tarifaire puis intégrées totalement au réseau à partir du 1er septembre 2028.
Selon le guide de présentation mis en ligne dès décembre 2024, la desserte du val d'Argent se fera avec deux lignes, D1 (Sélestat-Lièpvre) et D2 (Gare de la Vancelle-Saint-Marie-aux-Mines) et présente d'autres différences avec ce qui avait été annoncé dans la presse : ainsi les lignes A à C ne changent pas d'itinéraires à l'exception de quelques arrêts, la tarification Elsa s'appliquant aux lignes Fluo Grand Est 510 (Sélestat-Villé), 520 (Sélestat-Marckolsheim) et 530 (Sélestat-Sundhouse).

## Réseau

### Lignes régulières

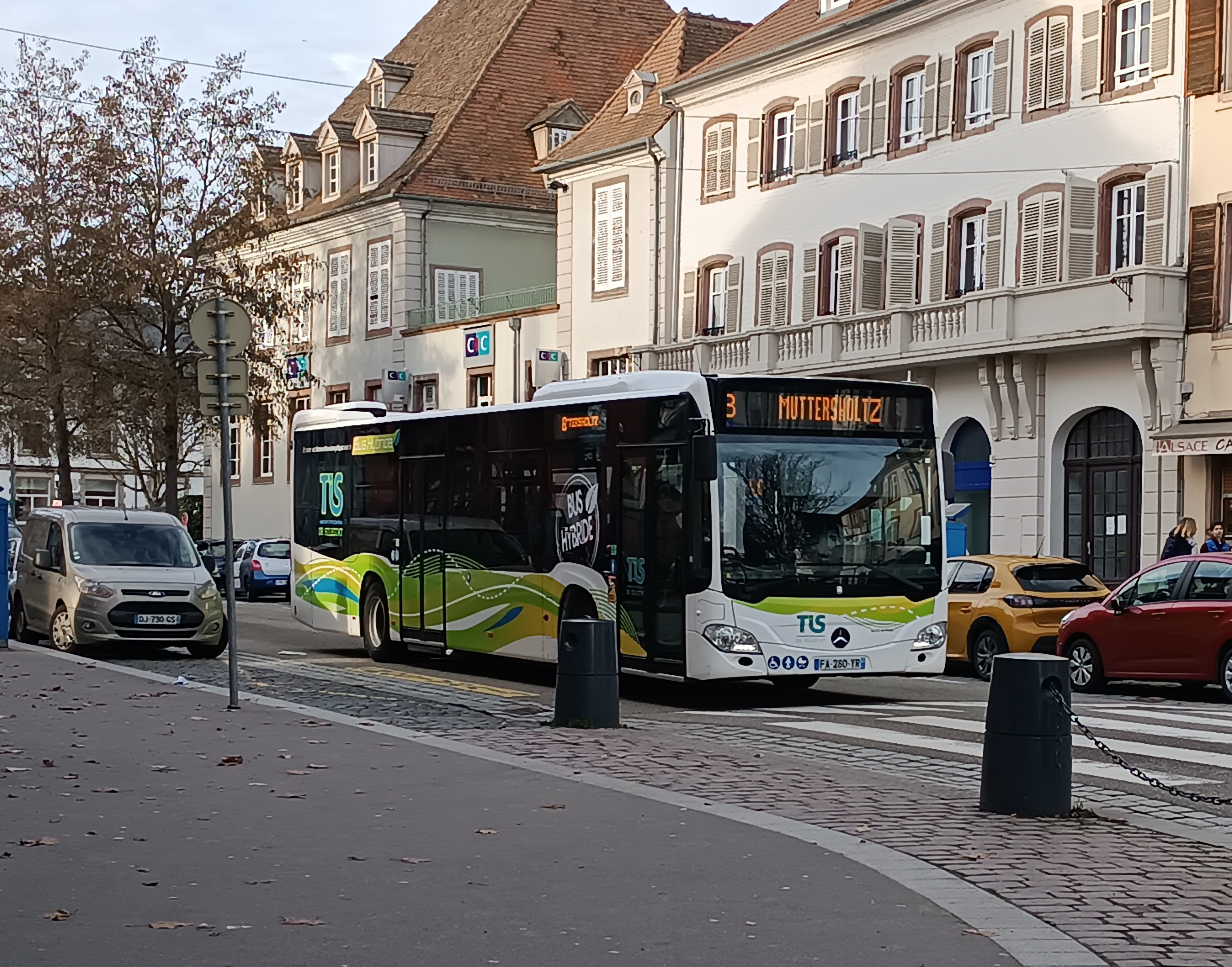
Autobus Mercedes sur la ligne B, au centre-ville, du temps du TIS.

Les trois lignes régulières A, B et C ont des horaires cadencés : les bus circulent toutes les demi-heures dans chaque sens les jours de semaine de 6 h 10 à 19 h 30 environ, et toutes les heures le samedi de 6 h 10 à 18 h 45 environ. Les trois lignes ont leurs terminus dans des communes rurales, et elles se rencontrent dans le centre de Sélestat, où elles ont plusieurs arrêts communs. Dans la ville de Sélestat, les lignes desservent notamment la zone d'activités nord, la gare, le centre-ville, l'hôpital et la médiathèque. Les lignes D1 et D2 fonctionnent quant à elles avec des horaires adaptés aux travailleurs en horaires postés : trois allers-retours en semaine (aux alentours de 5 h, 13 h et 21 h) et un aller-retour le samedi matin (aux alentours de 5 h).
Ces lignes desservent Baldenheim, Châtenois, Ebersheim, Kintzheim, Lièpvre, Mussig, Muttersholtz, Orschwiller, Sainte-Croix-aux-Mines, Sainte-Marie-aux-Mines, Scherwiller, Sélestat, Villé et La Vancelle.
| No | Date d'ouverture | Parcours                                                                   | Matériel roulant   |
| -- | ---------------- | -------------------------------------------------------------------------- | ------------------ |
| A  | 1999             | Ebersheim - Gare ↔ Châtenois - Le Badbronn                                 | Standards, midibus |
| B  | 2004             | Muttersholtz - Hilsenheim ↔ Scherwiller - Gare                             | Standards, midibus |
| C  | 2022             | Orschwiller - Mairie ↔ Baldenheim - Rue de Sélestat                        | Minibus            |
| D1 | 2025             | Sélestat - Gare ↔ Lièpvre - Cuisines Schmidt via la gare de La Vancelle    | Minibus            |
| D2 | 2025             | La Vancelle - Gare ↔ Sainte-Marie-aux-Mines - Théâtre via Cuisines Schmidt | Autocars, minibus  |

### Lignes Fluo en intégration tarifaire
Au 1er janvier 2025, trois lignes du réseau Fluo Grand Est se retrouvent accessibles avec un titre de transport Elsa au sein du ressort territorial du pôle d'équilibre territorial et rural (PETR) Sélestat - Alsace Centrale.
Les lignes fonctionnent du lundi au vendredi de 6 h à 10 h, un aller-retour vers 12 h puis de 16 h à 19 h 30 environ, et deux à trois allers-retours le samedi.
Ces lignes desservent Bindernheim, Châtenois, Heidolsheim, Hilsenheim, Marckolsheim, Muttersholtz, Sélestat, Sundhouse, Thanvillé, Triembach-au-Val, Villé et Wittisheim.
| No  | Parcours                                          | Matériel roulant |
| --- | ------------------------------------------------- | ---------------- |
| 510 | Sélestat - Gare ↔ Villé - MJC                     | Autocars         |
| 520 | Sélestat - Gare ↔ Marckolsheim - Joffre           | Autocars         |
| 530 | Sélestat - Gare ↔ Sundhouse - Route de Saasenheim | Autocars         |

### Transport à la demande

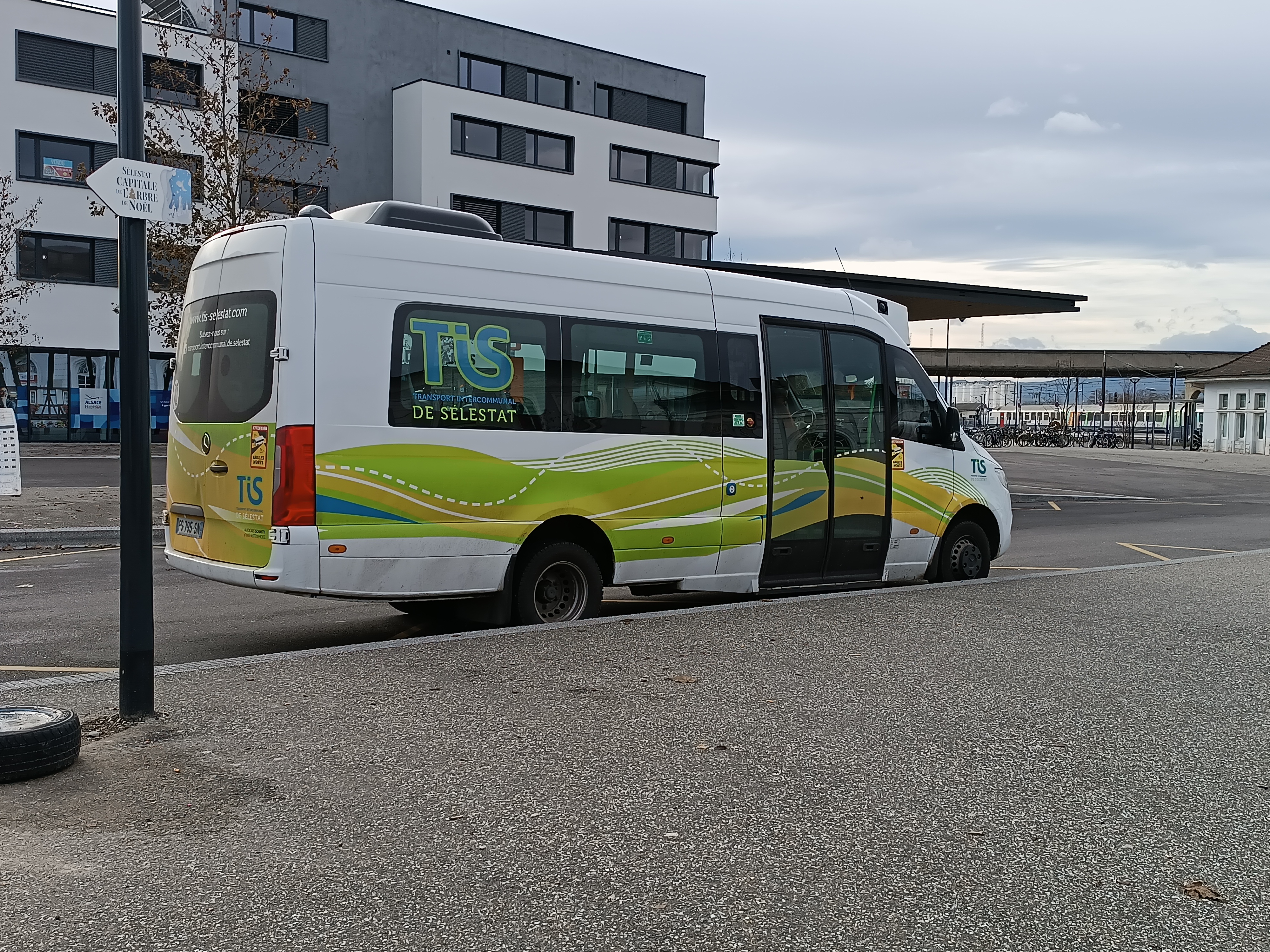
Véhicule du transport à la demande TIS, devant la gare de Sélestat

Le transport à la demande fonctionne à partir du 1er janvier 2025 du lundi au samedi de 5 h à 21 h, sauf dans le Val d'Argent où il fonctionne de 7 h à 19 h.
Le service possède des arrêts déterminés, comme les lignes classiques. Cependant, le passage des bus n'est pas régulier, et il faut réserver jusqu'à 1 h 30 avant pour convenir d'une heure.
Le fonctionnement varie selon les intercommunalités desservies : 
- communauté de communes de Sélestat : fonctionne la journée en rabattement vers Sélestat, en heures creuses en complément de la ligne C et en début et fin de service en substitution aux lignes régulières ;
- Communauté de communes du Ried de Marckolsheim : fonctionne la journée en rabattement vers les lignes régulières et en début et fin de service en substitution à ces dernières ;
- Communauté de communes de la Vallée de Villé : fonctionne la journée en rabattement vers Sélestat, en heures creuses en complément de la ligne 510 et en début et fin de service en substitution aux lignes régulières ;
- Communauté de communes du Val d'Argent : fonctionne la journée entre deux arrêts du territoire.

### Lignes scolaires
Au début du réseau, la communauté de communes se contentait de financer le département puis la région pour assurer le transport scolaire sur son territoire puis à partir de septembre 2018 elle reprend directement la gestion de ces dessertes, dont le service est assuré en sous-traitance avec des autocars.
L'offre reste inchangée au 1er janvier 2025 et cantonnée au territoire de la communauté de communes de Sélestat.
| No | Parcours                                                                       | Matériel roulant |
| -- | ------------------------------------------------------------------------------ | ---------------- |
| 1  | Muttersholtz ↔ Sélestat - Lycées Koberlé et Schwilgué                          | Autocars         |
| 2  | Baldenheim ↔ Mussig ↔ Sélestat - Lycées Koberlé et Schwilgué                   | Autocars         |
| 3  | Ebersmunster ↔ Ebersheim ↔ Sélestat - Lycées Koberlé et Schwilgué              | Autocars         |
| 4  | Dieffenthal ↔ Scherwiller ↔ Châtenois ↔ Sélestat - Lycées Koberlé et Schwilgué | Autocars         |
| 5  | Châtenois ↔ Kintzheim ↔ Orschwiller ↔ Sélestat - Lycées Koberlé et Schwilgué   | Autocars         |
| 6  | Kientzville ↔ Scherwiller ↔ Châtenois - Collège des Châteaux                   | Autocars         |
| 7  | Orschwiller ↔ Kientzville ↔ Châtenois - Collège des Châteaux                   | Autocars         |
| 8  | Kintzheim ↔ Orschwiller - École                                                | Autocars         |

## Fréquentation

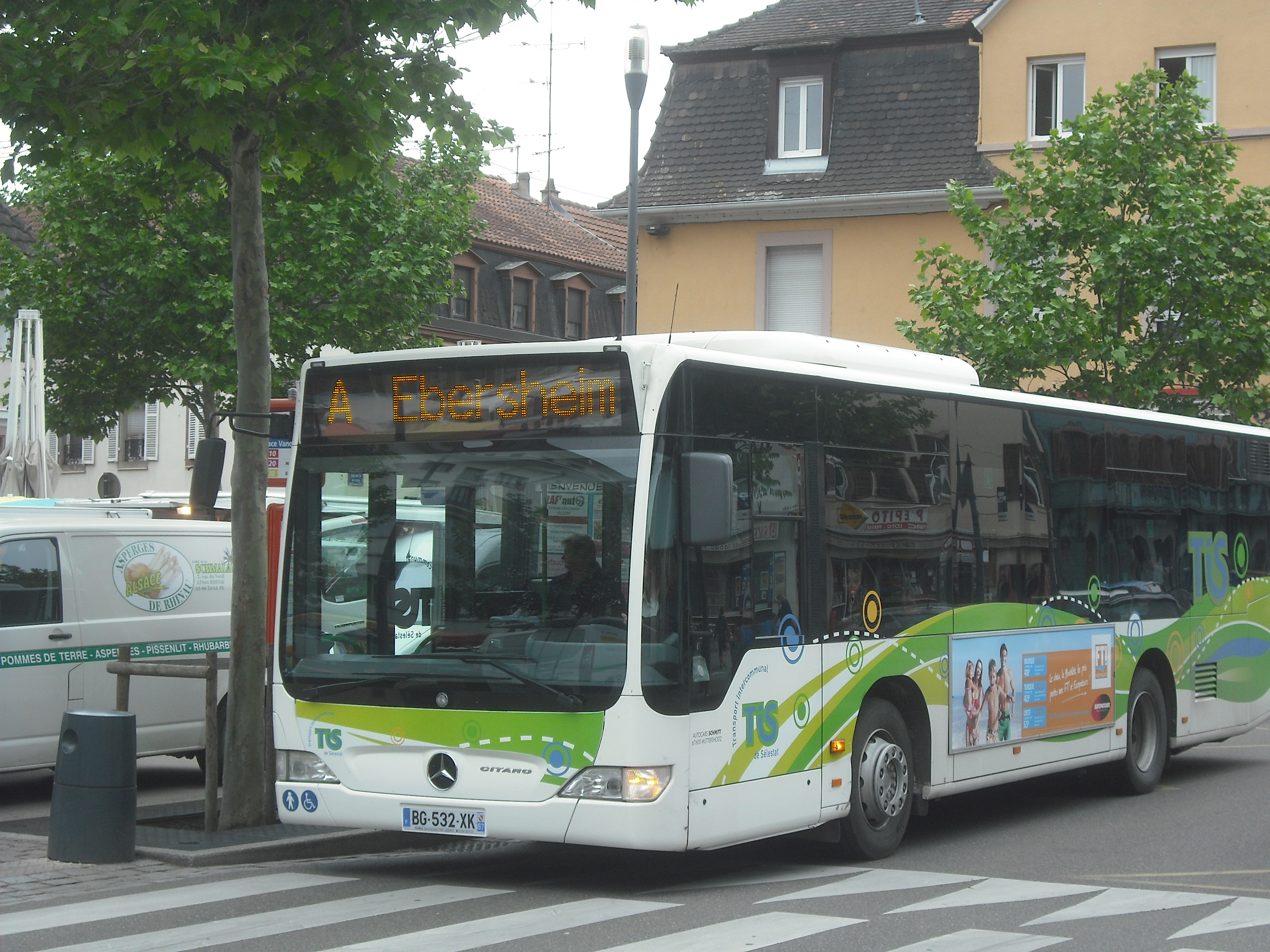
Bus de la ligne A à l'arrêt Vanolles, dans le centre de Sélestat.

En 2004, le réseau TIS avait 600 usagers quotidiens. Ce chiffre a doublé entre 2004 et 2009 et la communauté de communes projette une augmentation de 30 % entre 2010 et 2016.
Le réseau TIS dessert un territoire comptant 36 536 habitants en 2010. Cette même année, le nombre de voyages par habitant était de 6,9.
En 2022, le réseau a transporté 460 000 voyageurs, son record depuis la création du TIS.

## Tarification
Le réseau Elsa propose plusieurs modes de tarification. Le ticket unitaire, n'est valable pour qu'un seul voyage et il comprend des tarifs préférentiels pour les jeunes, les séniors, les demandeurs d'emploi, les handicapés, etc. Les formules journalières pour les groupes et dix voyages sont quant à elles disponibles sur la carte à puce. Il existe aussi de nombreux abonnements, valables une semaine, un mois ou un an, avec des tarifs variant selon l'âge ou la situation du voyageur.
L'accès aux lignes 510, 520 et 530 nécessite l'acquisition d'un justificatif, les véhicules Fluo n'étant pas équipés pour valider les titres Elsa.
En 2009, le réseau a coûté 790 000 € alors que les recettes ne représentaient que 180 000 €, la différence étant à la charge de la communauté de communes.

## Véhicules
En 1999, le réseau est mis en service avec deux Van Hool A508 d'occasion, l'un venant de région parisienne et l'autre de Louviers puis remplacés au bout d'un mois de service par deux Heuliez GX 117 achetés neufs,.
À la suite du changement d'exploitant en 2004, l'ancien opérateur a repris ses véhicules nécessitant la location de divers véhicules, : un Van Hool A508, un Heuliez GX 117 et trois Heuliez GX 77H.
Quatre Heuliez GX 117 neufs et un Renault Trafic ont ensuite été réceptionnés en 2005, tandis qu'un des GX 77H a été racheté pour service de bus de réserve,.
Entre 2010 et 2011, cinq bus Mercedes-Benz Citaro K sont mis en service sur le réseau pour remplacer les GX 117 sauf un qui est gardé en réserve, à la place du GX 77H,. Climatisés, ils sont équipés de systèmes de billettique sans contact et sont entièrement accessibles grâce à leur système d'information aux  voyageurs, visuel et sonore. Ils répondent aux normes environnementales les plus récentes et leur capacité est améliorée (jusqu'à 85 personnes).
Un deuxième Renault Trafic rejoint le réseau en 2012. En 2014, un autobus standard Mercedes-Benz Citaro C2, le premier du réseau est mus en service pour renforcer le parc suivi d'un deuxième en 2017 avec un Ford Transit venu compléter les Trafic sur le transport à la demande tandis que le GX 117 de réserve quitte le réseau.
En 2018, trois bus Mercedes Citaro C2 hybrides, climatisés s'ajoutent au parc, ils sont équipés de systèmes de billettique sans contact et de rampes automatiques pour l’accès des usagers en fauteuil roulant.
En 2020 un quatrième Citaro hybride est livré tandis qu'un des Citaro K est retiré du service.
Trois Renault Trafic, climatisés, un des Trafic est équipé d’une rampe pour accueillir les usagers en fauteuil roulant pour les lignes du TAD. Fin 2020, ces véhicules ont été remplacés par des Mercedes-Benz Sprinter plus capacitaires.
Au 1er janvier 2025, le parc se compose de six Mercedes-Benz Citaro (toutes versions confondues) pour les lignes A et B, deux minibus Mercedes-Benz Sprinter City 45 pour la ligne C, huit autocars Mercedes-Benz Intouro pour la ligne D2 et les scolaires et cinq minibus divers pour les lignes D1/D2, le transport à la demande et celui réservé aux personnes à mobilité réduite.